# Dum spiro, spero
Dum spiro, spero, che tradotto letteralmente può rendersi con finché respiro, spero, è una locuzione latina tratta dalle Lettere ad Attico di Cicerone, e corrispondente nella sostanza al noto detto Finché c'è vita, c'è speranza.
Ne è attestato l'uso anche come motto (per esempio per lo Stato della Carolina del Sud, negli Stati Uniti d'America, e del Regno di Sarawak). 